# White Light/White Heat (singolo)
White Light/White Heat è un brano musicale scritto dall'artista statunitense Lou Reed e pubblicato come 45 giri dai Velvet Underground il 30 gennaio 1968.
Prima traccia e primo singolo estratto dall'omonimo secondo album della band uscito lo stesso anno, il brano è stato spesso oggetto di cover, tra cui di David Bowie pubblicata come singolo nel 1983.

## Tracce
1. White Light/White Heat (Reed) - 2:47
2. Here She Comes Now (Lou Reed, J. Cale, S. Morrison) - 2:04

## Formazione
- Lou Reed - voce, chitarra, pianoforte
- Sterling Morrison - chitarra, cori
- John Cale - basso, cori
- Maureen Tucker - percussioni

## Il brano
White Light/White Heat è un rock frenetico caratterizzato dal martellante pianoforte suonato in stile barrelhouse, una partenza relativamente cruda e aggressiva per il secondo album dei Velvet Underground che rappresentava una rottura verso un certo tipo di trasgressioni "fasulle" dell'epoca. Il testo descrive le sensazioni di luce e calore unite all'esaltazione dei sensi come conseguenza dell'iniezione di metanfetamine, con l'assolo finale di basso (suonato da John Cale) che imita il pulsante rush dato dalla loro assunzione.
Il brano ha rappresentato un classico dal vivo per i Velvet Underground a partire dal 1967 ed è presente in numerosi bootleg, oltre che nel doppio album 1969: Velvet Underground Live with Lou Reed del 1974 in una versione di oltre 8 minuti. Lou Reed ha continuato ad eseguire  White Light/White Heat da solista, inclusa la performance del 21 dicembre 1973 all'Academy of Music di New York presente in Rock N Roll Animal

## Cover

### Cover di David Bowie
I Velvet Underground hanno sempre rappresentato una notevole fonte d'ispirazione per David Bowie e White Light/White Heat, insieme a I'm Waiting for the Man, è una delle canzoni che più hanno influenzato il suo modo di comporre, come rivelano anche le note di copertina di Hunky Dory del 1971 in riferimento alla traccia Queen Bitch: "Some V.U. White Light returned with thanks" ("Un po' di Luce Bianca dei Velvet Underground restituita con tante grazie").
Nel 1973 il cantante registrò una versione di White Light/White Heat con l'intenzione di includerla in Pin Ups ma alla fine l'idea venne scartata. Dieci anni dopo, all'apice del successo grazie a Let's Dance David Bowie pubblicò il brano su 45 giri nella versione estratta dall'album live Ziggy Stardust - The Motion Picture, registrato all'Hammersmith Odeon di Londra il 3 luglio 1973 in occasione del concerto finale dell'Aladdin Sane Tour. Accompagnato da un videoclip promozionale il singolo arrivò al 46º posto nel Regno Unito.

#### Tracce
1. White Light/White Heat (Reed) - 4:06
2. Cracked Actor (Bowie) - 2:51

#### Formazione
- David Bowie - voce, armonica
- Mick Ronson - chitarra, cori
- Trevor Bolder - basso
- Mick Woodmansey - batteria
- Mike Garson - tastiere
- John Hutchinson - chitarra ritmica, cori
- Brian Wilshaw - sassofono
- Ken Fordham - sassofono
- G.A. MacCormack - percussioni, cori

#### Dal vivo
White Light/White Heat è stata un punto fermo delle esibizioni del cantante inglese a partire dal 1971 e raramente è stata omessa dalle scalette dei tour. Nel 1972 venne registrata nelle sessioni BBC del 16 e del 23 maggio, la prima inclusa poi in Bowie at the Beeb, e l'8 gennaio 1997 è stata eseguita nello special ChangesNowBowie sempre della BBC.
In due occasioni David Bowie ha eseguito il brano insieme a Lou Reed: l'8 luglio 1972 alla Royal Festival Hall di Londra e il 9 gennaio 1997 durante il concerto al Madison Square Garden di New York per il suo 50º compleanno.

### Altre cover
- Mick Ronson in Play Don't Worry del 1974
- The Professionals come lato B del singolo 1-2-3 del 1980
- i Marquis de Sade come lato B del singolo Rythmiques del 1980
- Ronnie Urini in Bats - The True Story of Rock'n'Roll del 1987
- Jeff Dahl Group in Scratch Up Some Action del 1989
- i Revenge in Heaven and Hell - A Tribute to The Velvet Underground - Volume Two del 1991
- i Dragon nella raccolta Tales from the Dark Side del 1998
- i Cybernauts in Cybernauts Live del 2000
- Ergo Phizmiz And His Orchestra in Arff & Beef del 2007
- Little Barrie in Like a Version Four del 2008
- Ralph Stanley e The Bootleggers con Mark Lanegan, entrambi nella colonna sonora del film Lawless del 2012
- Julian Casablancas nella colonna sonora della serie tv Vinyl del 2016